# Acadèmia de Música Ferenc Liszt
L'Acadèmia de música Ferenc Liszt de Budapest (Hongarès: Liszt Ferenc Zeneművészeti Egyetem, a sovint abreujat amb el nom Zeneakadémia, "Acadèmia Liszt") és una universitat de música i sala de concerts a Budapest, Hongria, fundat al 14 de novembre del 1875. Allà resideix la Col·lecció Liszt, on hi consten diversos llibres de molt de valor i manuscrits donats per Franz Liszt a la seva mort, i els Estudis AVISO, una col·laboració entre els governs d'Hongria i el Japó amb l'objectiu de nodrir d'equipament d'enregistraments i de pràctica per als estudiants. L'Acadèmia de música Ferenc Liszt va ser fundada pel mateix Franz Liszt (tot i que es va nomenar fundador al 1925 (aproximadament 50 anys després que s'establira a la seva actual ubicació, al cor de Budapest).

## Edificis
Originalment l'acadèmia es va batejar com a "Reial Acadèmia de Música Hongaresa", i va ser canviada posteriorment, del 1919 fins al 1925, a "Col·legi de Música". Va ser fundada en la casa de Franz Liszt, i més tard, traslladada, entre 1877 i 1879 a l'edifici de tres pissos d'estil neorenaixentista dissenyat per Adolf Láng, i construït en l'actual Avinguda Andrássy. Aquella direcció és coneguda com a ·"L'antiga Acadèmia de Música", i al 1934 va ser commemorada amb una placa feta per Zoltán Farkas. Als 1980 va ser readquirida per l'acadèmia i avui en dia es coneix com a "Centre d'Investigació i Memorial Ferenc Liszt".
Enlloc de "L'Antiga Acadèmia de Música" va ser l'edifici construït al 1907 al carrer Király amb la plaça Ferenc Liszt. Ara aquest val com a centre d'educació superior, entrenament musical i sala de concerts. L'estil Ars Nouveau de l'edificació és un dels més coneguts a Budapest. Va ser dissenyat per Flóris Korb i Kálmán Giergl a petició del baró Gyula Wlassics (ministre de cultura d'aquell període). La façana està dominada per l'estatua de Liszt (esculpida per Alajos Stróbl). L'interior de la construcció està dissenyat amb frescos, ceràmica de Zsolnay i diverses estàtues (entre elles la de Béla Bártok i Frédéric Chopin). Originalment la construcció tenia finestres amb vitrals fets per Miksa Róth.
Altres edificis usats per l'Acadèmia son el Col·legi de Preparació de Professors de Budapest, localitzat a l'Escola Nacional de Música, al Carrer Semmelweis, una escola secundària (Escola de Música Secundària de Gramàtica i Tècnica Béla Bártok) i una residència per estudiants.
Des de la seva fundació, l'Acadèmia ha sigut la universitat de música més prestigiosa de tota Hongria. El major avanç de la història ha sigut la recent incorporació d'una nova i independent branca de Facultat de Música Folklòrica. L'Acadèmia de Música Ferenc Liszt és un monument viu de la vida musical continuada a Hongria, a la vegada que el seu passat musical. El seu actual director és Andrea Vigh.

## Altres noms
- Liszt Ferenc Zeneművészeti Egyetem (2007–)
- Liszt Ferenc Zeneművészeti Főiskola egyetemi ranggal (2000–2007)
- Liszt Ferenc Zeneművészeti Főiskola (1925–2000)
- Országos Magyar Zeneművészeti Főiskola (1918–1925)
- Országos Magyar Királyi Zeneakadémia (1893–1918)
- Országos Magyar Királyi Zene- és Színművészeti Akadémia (1887–1893)
- Országos Magyar Királyi Zeneakadémia (1875–1887)

## Alumnes notables
- Márta Ábrahám
- Anneli Aarika-Szrok
- Jenö Ádám
- Géza Anda
- Gábor Bánát
- György Bánhalmi
- Béla Bartók
- Sylvia Leidemann
- Munir Bashir
- Omar Bashir
- Sari Biró
- Gergely Bogányi
- Margit Bokor
- Charles Brunner
- Georges Cziffra
- Gábor Darvas
- José De Eusebio
- Ernő Dohnányi
- Antal Doráti
- Iván Erőd
- Peter Erős
- Ferenc Farkas
- Edith Farnadi
- András Fejér
- George Feyer
- Annie Fischer
- Andor Földes
- Péter Frankl
- János Fürst
- Zoltán Gárdonyi
- Sylvia Geszty
- János Gonda
- Dénes Gulyás
- László Gyimesi
- Julia Hamari
- Kato Havas
- Erzsébet Házy
- Endre Hegedűs
- Frigyes Hidas
- Marta Hidy
- Jenő Hubay
- Jenő Huszka
- Sándor Jemnitz
- Zoltán Jeney
- Ilona Kabos
- Pál Kadosa
- Emmerich Kálmán
- Balint Karosi
- Bela Katona
- István Kertész
- Edward Kilenyi
- Elisabeth Klein
- Zoltán Kocsis
- Zoltán Kodály
- Rezső Kókai
- Péter Komlós
- Tibor Kozma
- Lili Kraus
- Adrienne Krausz
- György Kurtág
- István Kuthy
- Magda László
- Vlastimil Lejsek
- András Ligeti
- György Ligeti
- Pál Lukács
- Éva Marton
- Gwendolyn Masin
- Tibor Ney
- Eugene Ormandy
- Attila Pacsay
- Ditta Pásztory-Bartók
- László Polgár
- David Popper
- Ferenc Rados
- Thomas Rajna
- Fritz Reiner
- József Réti
- Lívia Rév
- Anthony Ritchie
- Andrea Rost
- Ákos Rózmann
- Vera Rozsa
- Zoltán Rozsnyai
- György Sándor
- Szabolcs Sándor
- Sylvia Sass
- András Schiff
- Károly Schranz
- György Sebők
- Jenő Sevely
- Rane Shephard
- Béla Síki
- Georg Solti
- László Somogyi
- János Starker
- Rezső Sugár
- Zoltán Székely
- Alex Szilasi
- András Szőllősy
- Charity Sunshine Tillemann-Dick
- Zeynep Üçbaşaran
- Gregory Vajda
- Tibor Varga
- Margit Varró
- Tamás Vásáry
- Balint Vazsonyi
- Gabriel von Wayditch
- László Weiner
- Leo Weiner
- Wanda Wiłkomirska